# Chukhur-Kebele
Chukhur-Kebele är en ort i Azerbajdzjan.   Den ligger i distriktet Qəbələ, i den centrala delen av landet, 190 km väster om huvudstaden Baku. Chukhur-Kebele ligger 405 meter över havet och antalet invånare är 913.
Terrängen runt Chukhur-Kebele är platt åt nordost, men åt sydväst är den kuperad. Närmaste större samhälle är Nic, 5,5 km nordväst om Chukhur-Kebele.
Trakten runt Chukhur-Kebele består till största delen av jordbruksmark. Runt Chukhur-Kebele är det ganska tätbefolkat, med 58 invånare per kvadratkilometer.